# Conquilha
Donax trunculus (nomeada, em inglês, truncate donax; em português - PRT - conquilha, cadelinha, condelipa ou condelipa-da-praia; em galego - GZ - coquina, cadelucha ou navalhinha (navalliña); em castelhano - ESP - coquina; em catalão, tellerina) é uma espécie de molusco Bivalvia, marinha e litorânea, da família Donacidae e gênero Donax, classificada por Lineu, em 1758, na obra Systema Naturae. Habita as costas do leste do Atlântico, na Europa, até a Ásia Mediterrânea, mar Negro e mar Vermelho, enterrando-se na areia da zona entremarés das praias e distribuída preferencialmente em profundidades de 0 a 2 metros. Também é avistada em ambiente estuarino.

## Descrição da concha
Donax trunculus possui concha sólida, lisa e alongada, mais truncada em seu extremo posterior, com 4 centímetros de comprimento, quando bem desenvolvida. Suas valvas são quase simétricas, amarelo-acinzentadas ou castanhas, com manchas lineares, em faixas radiais concêntricas e que partem do umbo em direção à periferia. Interior das valvas branco tingido de violeta.

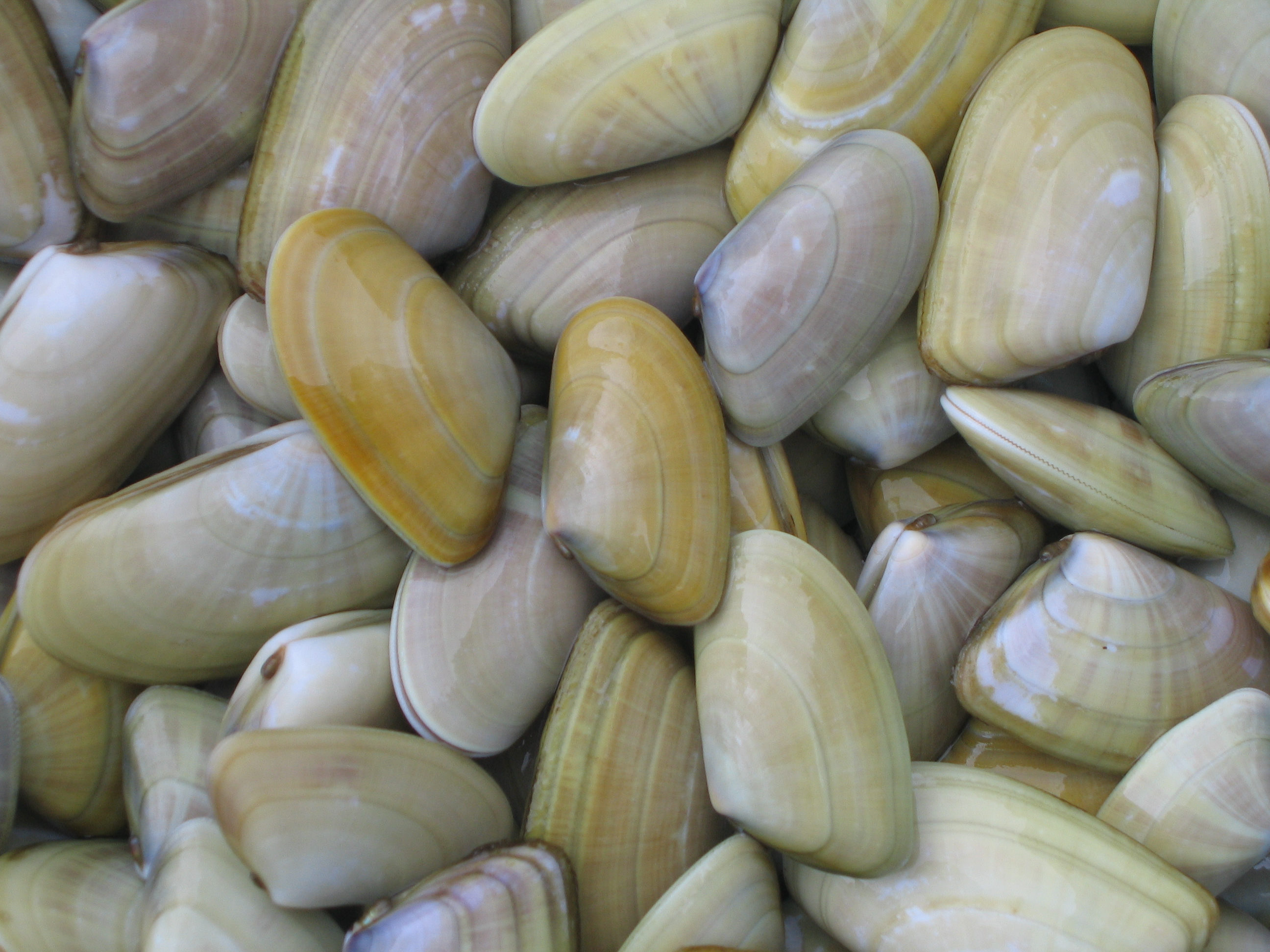
Conchas de D. trunculus, na França.

## Distribuição geográfica
Esta espécie está distribuída pelo Marrocos e oeste da Europa, incluindo Portugal, mar do Norte, mar Mediterrâneo, mar Negro e oeste da Ásia, em Israel e no mar Vermelho.

## Uso humano
Em Portugal (Algarve), Donax trunculus constitui um recurso pesqueiro muito importante, devido ao seu alto valor econômico para a alimentação. Por esse motivo, esta espécie tem sido submetida a intensa exploração envolvendo dois tipos diferentes de artes de pesca: dragas manuais, utilizadas apenas em águas rasas, e dragas acionadas por barco, ambas utilizadas pela frota local.